# Pseudorthocladius albiventris
Pseudorthocladius albiventris är en tvåvingeart som först beskrevs av Maurice Emile Marie Goetghebuer 1938.  Pseudorthocladius albiventris ingår i släktet Pseudorthocladius och familjen fjädermyggor.
Artens utbredningsområde är Österrike. Inga underarter finns listade i Catalogue of Life.